# Palmagrönfink
Palmagrönfink (Chloris triasi) är en förhistorisk utdöd fågel i familjen finkar inom ordningen tättingar.

## Upptäckt och förekomst
Fågeln beskrevs 1987 utifrån subfossila lämningar funna i grottan Cuevas de los Murciélagos nära San Andrés y Sauces på norra sidan av ön La Palma i Kanarieöarna. Fågelns vetenskapliga namn hedrar den spanska paleontologen Miquel Trías som hittade benmaterialet tillsammans med Josep Antoni Alcover i juli 1985.

## Utseende och levnadssätt
Palmagrönfinken var nära släkt med grönfinken (Chloris chloris). Huvudet var dock större och bredare och näbben cirka 30 procent större. Benen var mycket långa och robusta, en trolig anpassning till ett mer markbundet liv än grönfinken. Vingarna var också relativt korta, vilket kan ha begränsat fågelns flygförmåga. Den behövde helt enkelt inte flyga eftersom rovdjur ursprungligen inte förekom på ön. Näbbens storlek tyder på att dess huvudsakliga föda var stora frön.

## Utdöende
Det fossila materialet är från jordlager som dateras till sen Pleistocen. Palmagrönfinken kan dock ha överlevt in i Holocen och dött ut först när människorna kom till ögröuppen med medföljande katter och råttor.

## Namn
Fågelns vetenskapliga artnamn hedrar Miquel Trías, spansk grottforskare och ornitolog.